# Frederick Augustus Genth
Frederick Augustus Ludwig Karl Wilhelm Genth (Wächtersbach, 17 maggio 1820 – Filadelfia, 2 febbraio 1893) è stato un mineralogista e chimico tedesco naturalizzato statunitense, famoso per le sue ricerche di mineralogia e di chimica analitica.

## Vita
Genth frequentò il liceo di Hanau e quindi l'Università di Heidelberg. In seguito studiò con Justus von Liebig a Gießen e infine con Christian Gerling e Robert Bunsen all'Università di Marburgo, dove nel 1846 ottenne il PhD. Per tre anni (1845-1848) fu assistente di Bunsen.
Nel 1848 Genth emigrò negli Stati Uniti. Si stabilì a Filadelfia e vi fondò uno dei primi laboratori di chimica analitica degli Stati Uniti. Nel 1872 fu nominato professore di chimica e mineralogia all'Università della Pennsylvania. Due anni più tardi diventò geologo presso il Pennsylvania Geological Survey e nel 1877 entrò a far parte del Consiglio di agricoltura di quello stato. Nel 1888 lasciò l'insegnamento e tornò al suo laboratorio.

## Contributi
Genth ebbe una grande passione per i minerali e nel corso della sua vita raccolse circa 12000 campioni di minerali e 70 di meteoriti. La sua collezione è una parte importante della collezione geologica dell'Università della Pennsylvania. Egli descrisse e caratterizzò un gran numero di nuovi minerali, tra i quali melonite, calaverite, cosalite, schirmerite, coloradoite, montanite, kerrite, maconite, willcoxite, dudleyite, endlichite, landsfordite, nesquehonite, fosfuranilite, e penfieldite.
Il suo nome è noto anche per le ricerche svolte assieme a Oliver Wolcott Gibbs su complessi cobalto-ammine; i risultati furono pubblicati in una monografia rimasta famosa nella storia della chimica di coordinazione.

## Opere
Genth fu autore di 102 articoli, principalmente su argomenti di chimica e mineralogia.

## Riconoscimenti
Genth fu membro di molte società scientifiche degli Stati Uniti: nel 1854 divenne membro dell'American Philosophical Society e nel 1872 fu eletto membro della National Academy of Sciences. Fu uno dei fondatori della American Chemical Society, e ne fu presidente nel 1880. Fu inoltre membro della Boston Academy of Arts and Sciences. Il suo nome è ricordato nel minerale genthelvite.